# Fort d'Aubervilliers
Pour la station de métro, voir Fort d'Aubervilliers (métro de Paris).

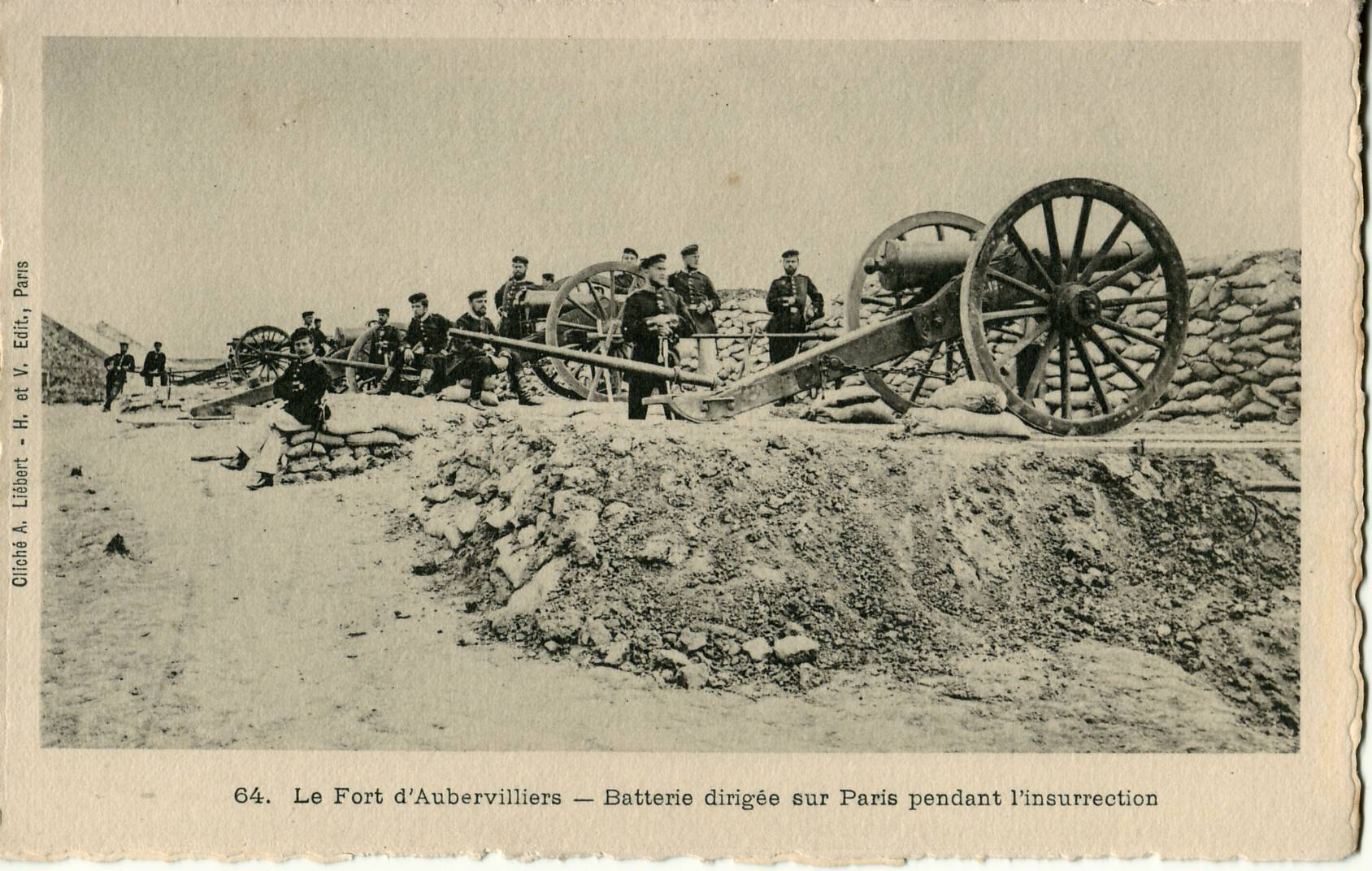
Batterie prussienne dirigée sur Paris durant l'insurrection de la Commune de Paris depuis le fort d'Aubervilliers

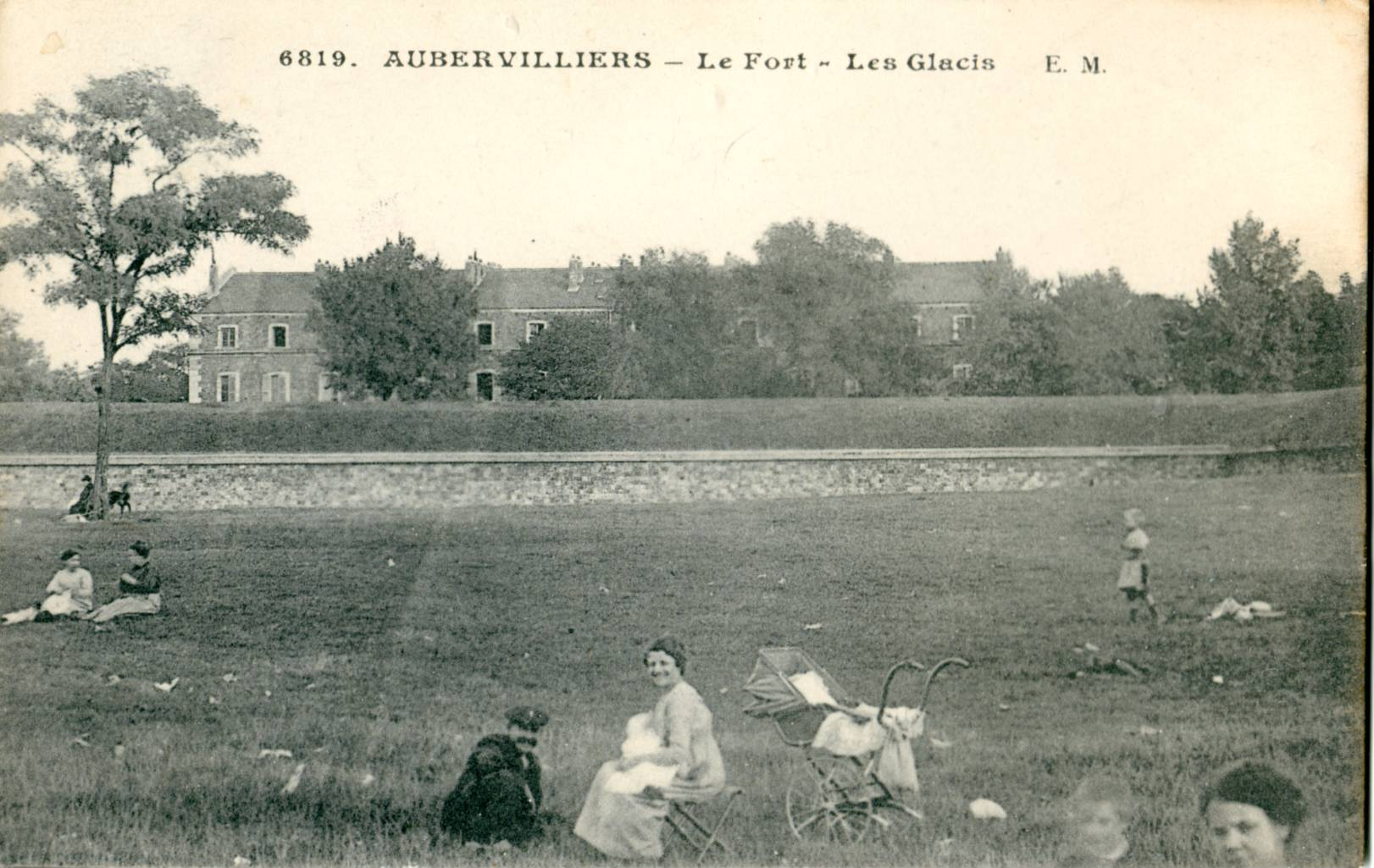
Le fort d'Aubervilliers au début du XX, lorsque ses glacis servaient de villégiature

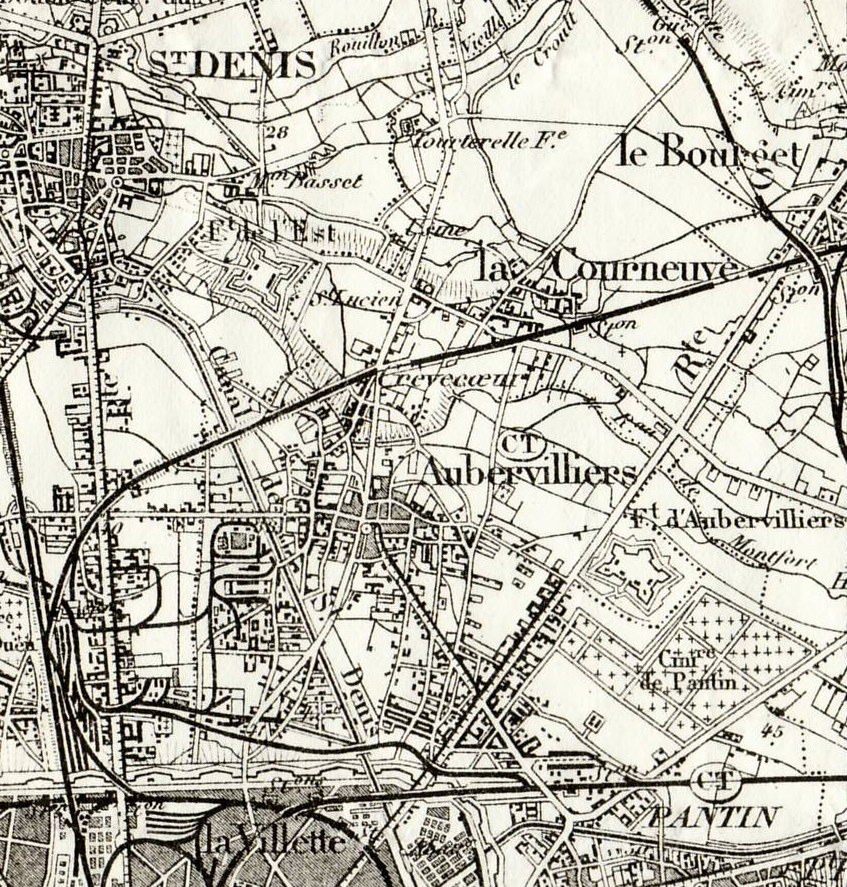
Le fort d'Aubervilliers, sur la carte d'état-major de 1888

Le fort d'Aubervilliers est une ancienne fortification de Paris, construite en 1843 à Aubervilliers, en limite de Pantin et de Bobigny, afin de contrôler le passage sur la Route de Flandre, prolongement de l'actuelle avenue de Flandres, sur la RN 2. Le fort d'Aubervilliers fait partie des ouvrages décidés en 1840 par Thiers afin de protéger la capitale et, le cas échéant, mater ses rébellions[réf. nécessaire].

## Situation et accès
Le fort est situé à environ 1,5 km de la porte de la Villette, sur la commune d'Aubervilliers, en bord de l'ex- Route nationale 2 (RD 932) et de l'avenue de la Division-Leclerc.
Son emplacement est actuellement desservi par la ligne 7 du métro, station Fort d'Aubervilliers et sera desservi par la future ligne 15. L'accès actuel du site se trouve au 174 avenue Jean-Jaurès.
L'emprise du fort couvre environ 36 ha dont 25 ha sont la propriété de Grand Paris Aménagement et gérés par cette dernière. 
Le site est aujourd'hui occupé par diverses installations : 
A l'extérieur des remparts :
- Le théâtre équestre Zingaro
- Une gare routière,
- Métafort
- Les jardins familiaux de la Société des Jardins ouvriers des Vertus[1],[2]
- Des espaces verts
- La gendarmerie

## Historique
Le fort fut édifié sur les terrains de Pantin de 1843 à 1847, sur une superficie d'environ 36 ha. Jusqu'en 1926, il fait l'objet d'améliorations et de transformations. Le site est occupé et utilisé par l'armée jusqu'en 1973, date à laquelle la majorité des terrains du fort deviennent propriété de Grand Paris Aménagement.

### Origine
Le fort d'Aubervilliers fait partie de la ligne de forts construite pour doubler l'enceinte de Thiers. En 1830, les autorités décident du lancement de ce programme de fortification de Paris. En 1841, les financements des travaux sont votés. En 1851, le terrain du futur fort qui est enclavé dans le territoire de Pantin, est annexé au territoire d'Aubervilliers. En 1842, lancement de la construction du fort d'Aubervilliers jusqu'en 1846.
Le plan du fort présente un pentagone à cinq bastions. « L'entrée battue par les six casemates de flanc des bastions adjacents se fait entre deux pavillons de corps de garde précédés d'un réduit sur le chemin couvert. Des poternes existent sur les autres fronts du rempart. Ce dernier surmontait, entre les bastions 2 et 4, deux séries de treize casemates voûtées. La cour est occupée par deux grandes casernes. Les deux magasins à poudre de 160 m2 de surface intérieure sont dans les bastions de gorge. 
Après 1874, deux magasins à poudre sont établis sous une longue traverse dans la cour (...) Le pavillon d'entrée, la caserne à l'est, les magasins à poudre de 1874, le rempart entre les bastions 3 et 4 avec ses casemates et ses traverses subsistent dans un état plus ou moins bon ». 
Pendant la Première Guerre Mondiale, l'armée française a choisi le fort pour y installer les Ateliers de Fabrication des Obus Toxiques. L'atelier pendant cette période a été sous le commandement du Colonel Hubert Ernest Thouvenin.
Le 1er avril 1918, durant la première Guerre mondiale, le glacis du fort d'Aubervilliers est touché lors d'un raid effectué par des avions allemands.

### Sous l'Occupation
L’armée allemande entre à Aubervilliers le 13 juin 1940 et s'installe au fort d’Aubervilliers.

### Pollution radioactive
Frédéric et Irène Joliot-Curie ont travaillé sur la radioactivité au fort d’Aubervilliers. Évelyne Yonnet, maire-adjointe d'Aubervilliers et conseillère générale déclare en 2004 : « Il ressort des informations officieuses que le site a abrité quelques expériences de Frédéric et Irène Joliot-Curie ».
La Commission de recherche et d'information indépendantes sur la radioactivité (CRIIRAD) rapporte dans un document datant de 2006 : « D’après les pièces consultées, Irène et Frédéric y ont effectué des manipulations sur des sels de radium 226 dans les années 1920 à 1930. ».
Plus tard, les expériences sur la radioactivité pratiquées par le ministère des Armées, en marge des essais nucléaires menés dans le désert algérien, ont gravement contaminé le fort.
Une dépollution du site a été amorcée en 1999 par l'Agence Nationale de gestion des Déchets Radioactifs (Andra), cependant 61 fûts radioactifs remplis de césium 137 et de radium 226 ainsi que 60 m3 de terre contaminée sont encore stockés dans le fort, faute de crédit.
Une contre-expertise relayée par Dominique Voynet a confirmé la présence de radioactivité et révélé de nouvelles zones de contamination sur le site. Un article du Parisien datant du 18 juin 2006 révèle une certaine recrudescence des cancers dans la zone, notamment quatorze institutrices du même établissement scolaire qui ont contracté un cancer,.

### 1979 - 2012

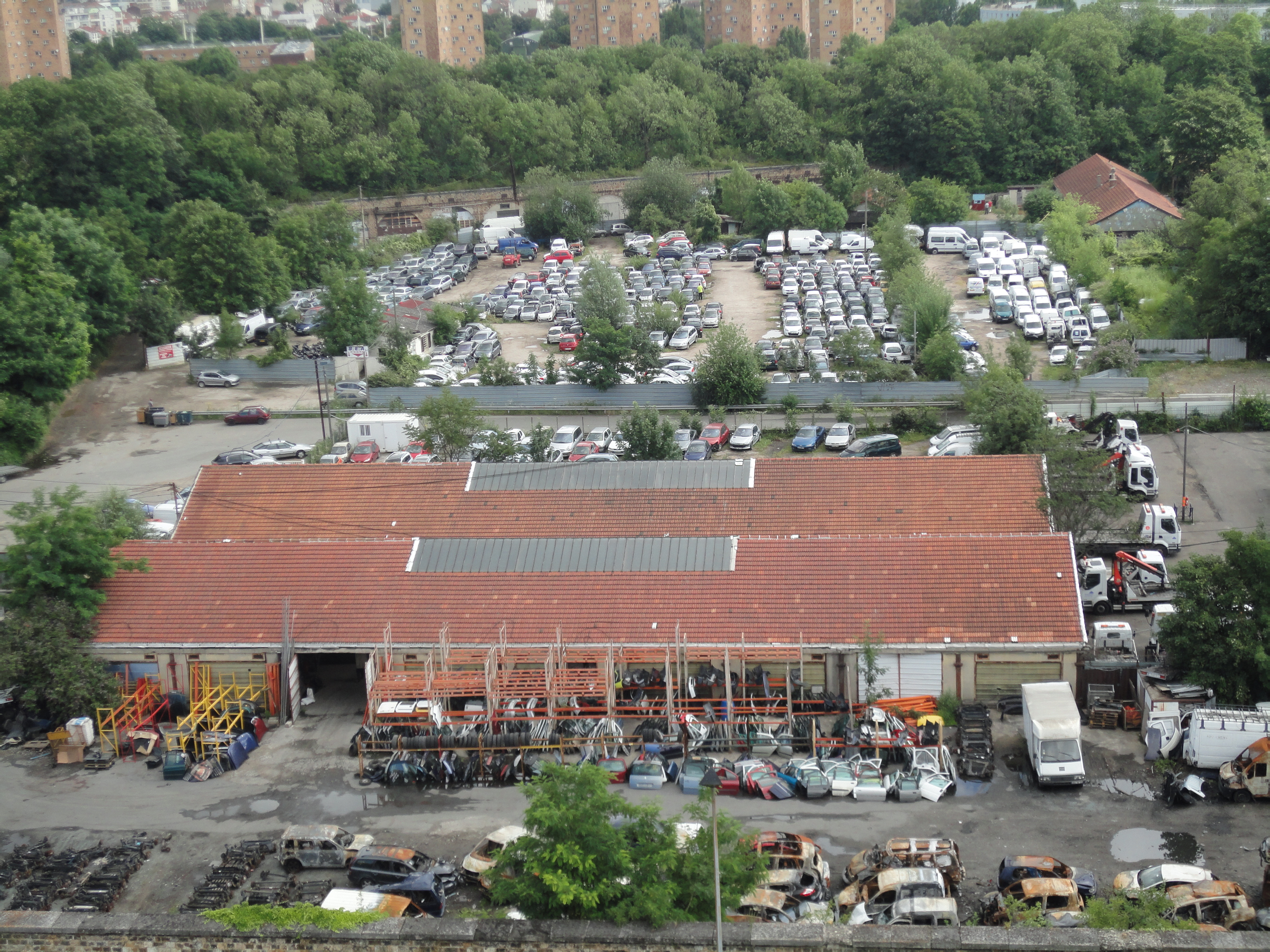
Vue aérienne de la casse autos d'Aubervilliers

Le fort d'Aubervilliers est ceint de jardins ouvriers et jouxte le cimetière parisien de Pantin. Il donne son nom à une station de la ligne 7 du métro de Paris ouverte en 1979.
En 1976, le fort d'Aubervilliers accueille une caserne de gendarmerie mobile comprenant le groupement III/1 de Gendarmerie mobile et trois escadrons, qui utilisent l'entrée du fort et dont on peut apercevoir encore l'ancienne porte et les deux postes de garde intacts, malgré les nouvelles constructions utilisées pour la caserne et les logements des gendarmes.
Par ailleurs des artistes de renom tel que Rachid Khimoune, Bartabas, s'y installent en 1989. La partie arrière du fort est utilisée par une fourrière automobile.

## Projets
Le site du fort a fait l'objet de nombreuses études en vue de sa requalification urbaine comme le déménagement de l'hôpital Bichat-Claude-Bernard ou la construction d'un vélodrome, mais aucun projet n'a encore abouti à des réalisations, notamment à cause de la pollution radioactive. Cependant la commune d'Aubervilliers et la Communauté d'agglomération Plaine Commune disposeront de l'espace libéré par la gendarmerie mobile qui quittera le fort.
Le projet d'écoquartier imaginé par l'architecte Philippe Madec en 2012 intègre environ 2 000 logements, dont 30 % de logements sociaux. Selon Jean-Yves Vannier, adjoint au maire d'Aubervilliers à l'urbanisme, « Nous avons fixé pour cette ZAC un seuil de 30 % de logements sociaux pour rétablir de la mixité dans ce secteur majoritairement constitué de HLM. Le développement de ce quartier se fera en cohérence avec celui de la cité Émile-Dubois ». À cela s'ajoutent des équipements publics comme des écoles ou des crèches ainsi que des commerces. Et enfin des espaces liés au Territoire de la culture et de la création du Grand Paris sont prévus sur une surface de 40 000 m2, qui intégreront au cirque Zingaro et l'atelier de Rachid Khimoune.
Philippe Madec préserve les espaces verts autour du fort, dont les 2 hectares de douves qui deviendront un lieu de promenade. De plus les jardins familiaux seront maintenus. Ce projet devrait voir le jour dans les années 2015-2020, .
La Commune d'Aubervilliers et l'AFTRP initie en 2013 une nouvelle consultation d'architectes-urbanistes afin de considérer certaines évolutions programmatiques importantes. C'est l'équipe de l'architecte Nicolas Lebunetel qui est désignée lauréate de cette consultation et qui travaille à la définition du nouveau projet d'écoquartier.
En 2014, le festival In Situ a eu lieu dans le fort. Le directeur artistique Olivier Landes a invité une cinquantaine d’artistes urbaines à transfigurer ce lieu unique en état de friche et de casse automobile.
Depuis avril 2016, Dom Tappy et Thomas Winkel, les deux fondateurs de Recup Paris, ont entrepris la rénovation de deux des vingt quatre casemates du fort pour accueillir des ateliers et espaces d'exposition. Leur mission est de Récupérer, Raviver et Recommencer. Récupérer les matériaux et raviver les espaces urbains, les transformer et relancer ce processus de manière à améliorer notre impact dans un monde plus durable. Leur première campagne de financement participative sur KissKissBankBank lancée en novembre 2016 a pour but de pousser plus loin la démarche et de transformer le fort en un lieu artistique et culturel, unique et durable, en attendant la réalisation du projet d'écoquartier.[non pertinent]

### 2018
Le fort d'Aubervilliers accueille le tournage du film de Mohamed Hamidi « Jusqu’ici tout va bien »,.

## Le Point Fort d'Aubervilliers
Missionnée par la municipalité, l'association Villes des Musiques du Monde investit des espaces du Fort d'Aubervilliers, avec une programmation culturelle.